# Gnophos eugonia
Gnophos eugonia är en fjärilsart som beskrevs av Eugen Wehrli 1953. Gnophos eugonia ingår i släktet Gnophos och familjen mätare. Inga underarter finns listade i Catalogue of Life.